# Zatrzymanie moczu
Zatrzymanie moczu, retencja moczu – niemożność opróżniania pęcherza moczowego. Nerki pacjenta produkują mocz, który spływa moczowodami do pęcherza, skąd nie może się wydostać na zewnątrz. Zatrzymanie moczu częściej występuje u mężczyzn.

## Przyczyny neurogenne
- guz mózgu
- guz rdzenia kręgowego
- przepuklina oponowo-rdzeniowa
- stwardnienie rozsiane
- zaburzenia psychogenne

## Przyczyny zatrzymania moczu u mężczyzn
- nowotwór gruczołu krokowego
- zapalenie gruczołu krokowego
- łagodny rozrost gruczołu krokowego[1]
- ciało obce wprowadzone do cewki moczowej
- zaklinowanie kamienia w cewce moczowej
- uraz cewki moczowej
- nowotwór cewki moczowej